# Christian Rubeck
Christian Rubeck, född 1980 i Moss, är en norsk skådespelare.
Rubeck har bland annat medverkat i TV-serien Then You Run. Han har även medverkat i filmerna Amundsen och Max Manus.

## Filmografi (i urval)
- 2004 – Miss Marple – ett mord annonseras
- 2008 – Max Manus
- 2019 – Amundsen
- 2023 – Then You Run (TV-serie)
- 2024 – Spermageddon (röst)
- 2025 – På fel spår